# جون هيرمان راندال جونيور
جون هيرمان راندال جونيور (بالإنجليزية: John Herman Randall, Jr.)‏ هو أستاذ جامعي وفيلسوف أمريكي، ولد في 14 فبراير 1899 في غراند رابيدز في الولايات المتحدة، وتوفي في 1 ديسمبر 1980.

## وصلات خارجية
- جون هيرمان راندال جونيور على موقع الموسوعة البريطانية (الإنجليزية)